# Брајтбах (Болцано)
Брајтбах је насеље у Италији у округу Болцано, региону Трентино-Јужни Тирол.
Према процени из 2011. у насељу је живело 83 становника. Насеље се налази на надморској висини од 222 м.